# Queremos pan y también rosas

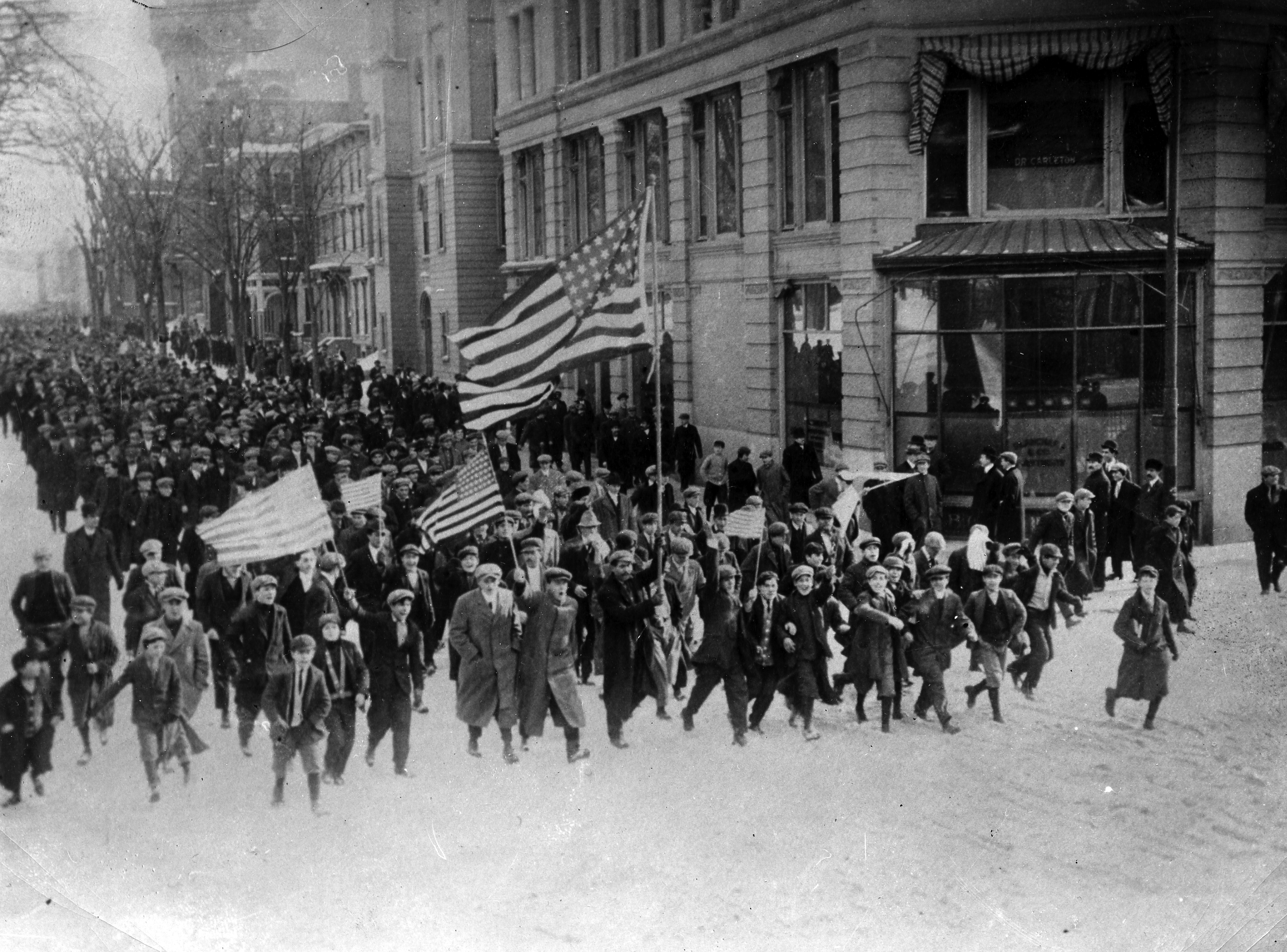
Mientras vamos marchando, marchando a través del hermoso día. Un millón de cocinas oscuras y miles de grises hilanderías
son tocados por un radiante sol que asoma repentinamente.
Ya que el pueblo nos oye cantar: ¡Pan y rosas! ¡Pan y rosas!
- primeras líneas del poema Pan y Rosas. Imagen de trabajadores marchando durante la huelga textil de Lawrence.

"Queremos pan y también rosas", o "pan y rosas" es un eslogan político, así como el nombre de un poema y una canción asociados. Se originó a partir de un discurso de la activista del sufragio femenino Helen Todd; una línea en ese discurso sobre "pan para todos, y rosas también". estaba inspirada en el poema Bread and Roses de James Oppenheim. El poema fue publicado primero en The American Magazine en diciembre de 1911, con el texto "'Pan para todos, y Rosas, también'—un eslogan de las mujeres en del oeste." El poema ha sido traducido a otras lenguas y al menos tres compositores le han puesto música.
La frase se asocia comúnmente con la exitosa huelga textil en Lawrence, Massachusetts, entre enero y marzo de 1912, ahora conocida como la "huelga del Pan y las Rosas". La consigna de emparejar pan y rosas, que apela tanto a salarios justos como a condiciones dignas, encontró resonancia porque trasciende "las a veces tediosas luchas por avances económicos marginales" a la "luz de las luchas laborales basadas en la lucha por la dignidad y el respeto", como escribió Robert J. S. Ross en 2013.

## Historia

### Sufragio femenino

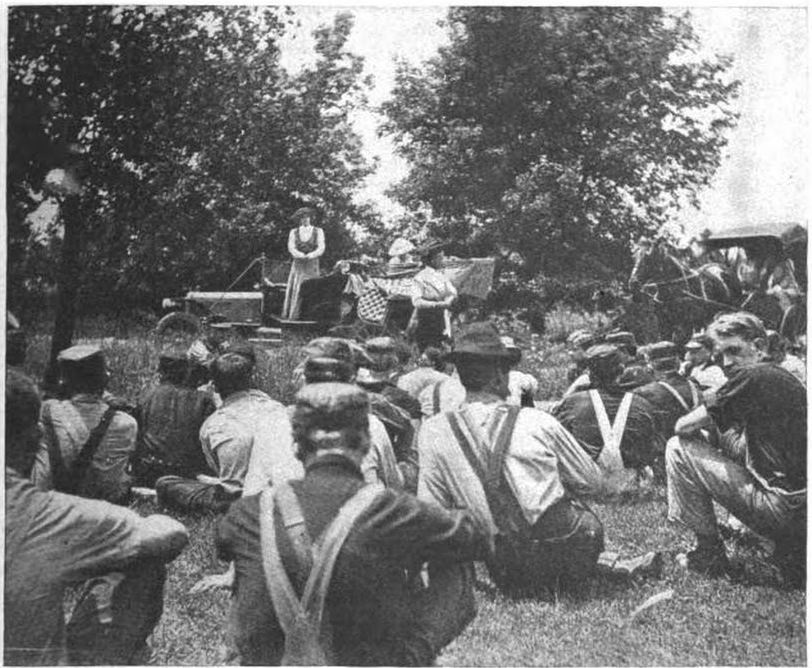
Helen Todd y sus colegas hacen campaña a favor del sufragio femenino. Todd, como inspector de fábrica, discutió cómo el derecho al voto ganaría para las mujeres trabajadoras y la sociedad "pan y rosas", es decir, un salario digno y las rosas de la vida.

La primera mención de la frase y su significado aparece en The American Magazine en septiembre de 1911. En un artículo de Helen Todd, describe cómo un grupo de mujeres del Club de Mujeres de Chicago, después de escuchar los consejos del senador Robert La Follette, decidió iniciar una campaña automovilística en todo el estado de Illinois por el derecho de las mujeres a votar en junio de 1910. Las mujeres que formaron la primera campaña automovilística fueron Catherine McCulloch, abogada y jueza de paz; Anna Blount, médica y cirujana; Kate Hughes, ministra; Helen Todd, inspectora de fábricas del estado; y Jennie Johnson, cantante. A cada una de las ponentes se le asignó un tema en el que eran expertas. McCulloch dio un registro de los votos de los representantes y senadores a sus electores locales. El tema de Blount era la tributación sin representación en lo que respecta a las mujeres. Hughes pronunció su discurso sobre la historia del movimiento por el sufragio femenino. Johnson abrió los discursos con una serie de canciones de sufragio que tenían la intención de enfocar y calmar a la audiencia para los siguientes discursos. Helen Todd, como inspectora de fábrica, representó a las mujeres trabajadoras y discutió la necesidad de leyes sobre salarios, condiciones de trabajo y horas.
Es en el discurso de Helen Todd sobre la condición de las mujeres trabajadoras donde se menciona por primera vez la frase. Una joven contratada le expresó a Helen Todd, que se quedó con la familia de la contratada durante la campaña, que lo que más le había gustado de los discursos de la noche anterior, "era que las mujeres votaran para que todos tuvieran pan y flores también". Helen Todd explica cómo la frase "Pan para todos, y también Rosas" expresa el alma del movimiento de mujeres y explica el significado de la frase en su discurso.

Not at once; but woman is the mothering element in the world and her vote will go toward helping forward the time when life's Bread, which is home, shelter and security, and the Roses of life, music, education, nature and books, shall be the heritage of every child that is born in the country, in the government of which she has a voice.
No de inmediato, pero la mujer es el elemento maternal en el mundo y su voto ayudará a avanzar en el tiempo en que el Pan de vida, que es el hogar, el refugio y la seguridad, y las Rosas de la vida, la música, la educación, la naturaleza y los libros, serán la herencia de cada niño que nace en el país, en el gobierno del cual ella tiene una voz.
Helen Todd, 1910.

### Liga Sindical de Mujeres

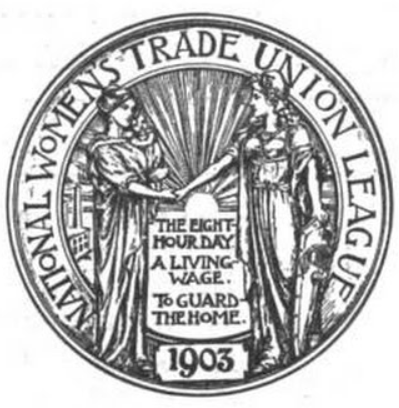
La Liga Sindical de Mujeres fue fundamental para promover la jornada laboral de ocho horas, un salario digno y mejores condiciones de trabajo.

Helen Todd, posteriormente, se involucró en el otoño de 1910 con la huelga de los trabajadores de la confección de Chicago, que fue dirigida por la Liga de Sindicatos de Mujeres de Chicago. La Liga Sindical de Mujeres colaboró estrechamente con el Club de Mujeres de Chicago en la organización de la huelga, los piquetes, los discursos y las actividades de ayuda a los trabajadores. Helen Todd y la presidenta de la Liga de Sindicatos de Mujeres, Margaret Robins, pronunciaron varios discursos durante la huelga y, junto con los miles de trabajadores de la confección en huelga, participaron en los piquetes de huelga. Durante la huelga, se informó más tarde que se vio un letrero con el lema "Queremos pan - y rosas también".
En 1911, Helen Todd fue a California para ayudar a liderar el movimiento de sufragio en el estado y hacer campaña en las elecciones de otoño del estado para la proposición 4, que buscaba el sufragio femenino. La campaña de sufragio femenino tuvo éxito, y el derecho de las mujeres a votar fue aprobado en el estado en noviembre de 1911. Durante la campaña de California, las sufragistas llevaban pancartas con varios eslóganes, uno de los cuales decía "¡Pan para todos y rosas también!". - la misma frase que Helen Todd usó en su discurso del verano anterior.

### El poema de Oppenheim
La frase fue recogida posteriormente por James Oppenheim e incorporada a su poema Bread and Roses, publicado en The American Magazine en diciembre de 1911, con la línea de atribución "'Bread for all, and Roses, too' - un eslogan de las mujeres de Occidente. Después de la publicación de los poemas en 1911, el poema fue publicado de nuevo en julio de 1912 en The Survey con la misma atribución que en diciembre de 1911. Fue publicado de nuevo el 4 de octubre de 1912 en The Public, un semanario dirigido por Louis F. Post en Chicago, esta vez con el lema atribuido a las "Chicago Women Trade Unionists".

### Huelga textil en Lawrence

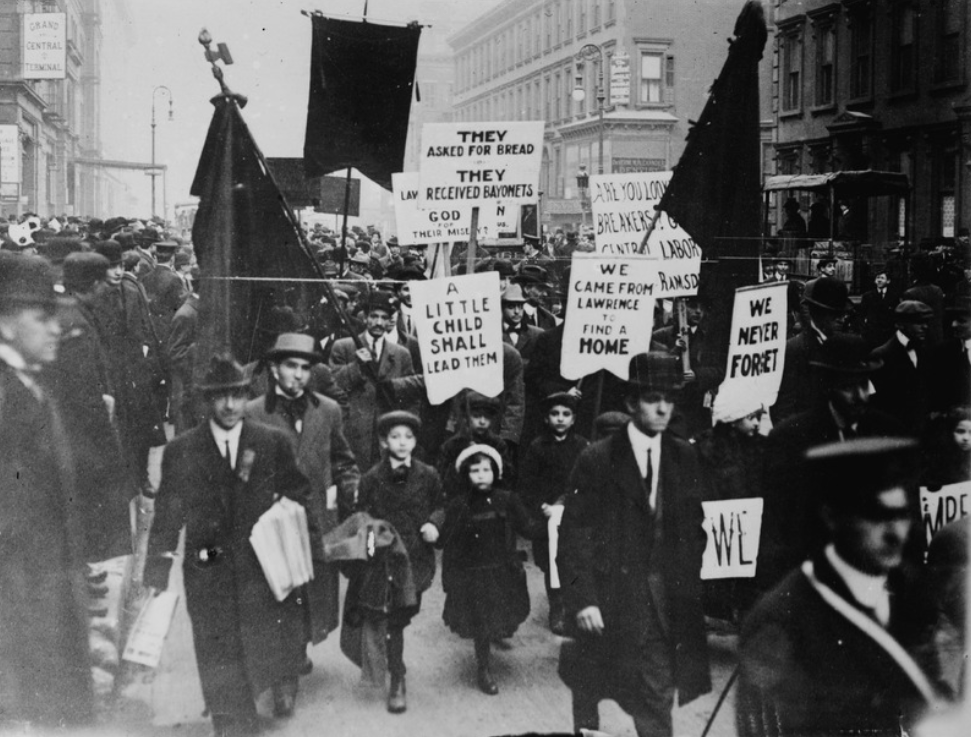
Los hijos de los huelguistas textiles de Lawrence, que fueron enviados a la ciudad de Nueva York para recibir cuidados temporales, marchan con pancartas en solidaridad con los huelguistas textiles en Massachusetts.

La primera publicación del poema de Openheim en forma de libro fue en la antología laboral de 1915, El grito de la justicia: Una antología de la literatura de la protesta social de Upton Sinclair. Esta vez el poema tenía la nueva atribución y la consigna reformulada: "En un desfile de huelguistas de Lawrence, Mass., algunas chicas jóvenes llevaban una pancarta con la inscripción: 'Queremos pan, ¡y rosas también!'". La huelga textil de Lawrence, que duró de enero a marzo de 1912, unió a docenas de comunidades inmigrantes bajo el liderazgo de los Trabajadores Industriales del Mundo, y fue dirigida en gran medida por mujeres. La Liga de Sindicatos de Mujeres de Boston también se involucró parcialmente en la huelga y estableció una estación de socorro que proporcionó alimentos.
Sin embargo, la Liga Sindical de Mujeres de Boston sólo tuvo una participación limitada en la huelga, ya que estaba afiliada a la Federación Americana del Trabajo (AFL), que no apoyó la huelga. Esta restricción en la participación en la huelga provocó la renuncia de varios miembros de la Liga de Boston. Un crítico de la falta de apoyo de la AFL a la huelga declaró: "para mí, muchas de las personas en la AFL parecen ser egoístas, reaccionarias y alejadas de la lucha por el pan y la libertad de los trabajadores no calificados...." Aunque el relato popular de la huelga incluye carteles de mujeres que dicen: "Queremos pan, pero también queremos rosas", varios historiadores opinan que este relato es ahistórico.</ref>

### El discurso Schneiderman

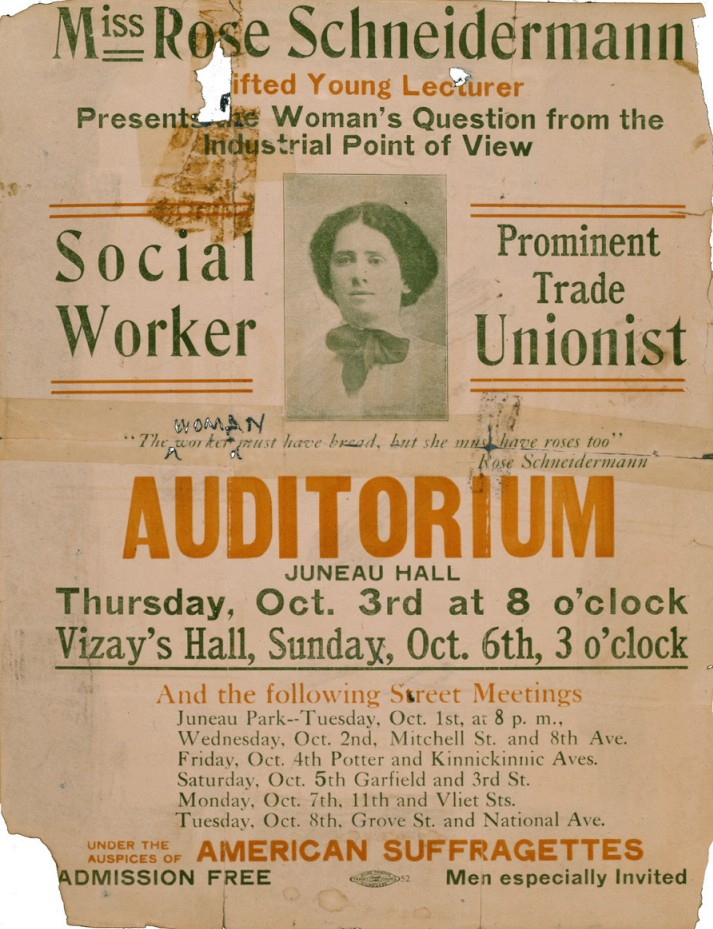
Cartel de 1912 de Rose Schneiderman como oradora con su famosa cita de pan y rosas impresa en él.

En mayo de 1912, Merle Bosworth pronunció un discurso en Plymouth, Indiana, sobre el sufragio femenino, en el que repitió la discusión sobre la tributación sin representación y el significado de la frase "Pan y Rosas" que Helen Todd y sus compañeras dieron en 1910 durante su campaña automovilística por el sufragio femenino. Un mes más tarde, en junio de 1912, Rose Schneiderman, de la Liga de Sindicatos de Mujeres de Nueva York, discutió la frase en un discurso que pronunció en Cleveland en apoyo de la campaña de las mujeres de Ohio a favor del sufragio igualitario. En su discurso, que fue parcialmente publicado en la revista Life and Labor de la Liga de Sindicatos de Mujeres, ella declaró:

What the woman who labors wants is the right to live, not simply exist – the right to life as the rich woman has the right to life, and the sun and music and art. You have nothing that the humblest worker has not a right to have also. The worker must have bread, but she must have roses, too. Help, you women of privilege, give her the ballot to fight with.
Lo que la mujer que trabaja quiere es el derecho a vivir, no simplemente a existir - el derecho a la vida como la mujer rica tiene el derecho a la vida, al sol, a la música y al arte. No tienes nada que el trabajador más humilde no tenga derecho a tener también. La obrera debe tener pan, pero también debe tener rosas. Ayuden, mujeres de privilegio, denle la boleta para pelear.
Rose Schneiderman, 1912.

Schneidermann, posteriormente, dio una serie de discursos en los que repitió su cita sobre el trabajador que deseaba pan y rosas. Debido a estos discursos, el nombre de Schneidermann se entrelazó con la frase pan y rosas. Un año después de la publicación del poema de Oppenheim, la huelga textil de Lawrence y el discurso de Schneiderman, la frase se había extendido por todo el país. En julio de 1913, por ejemplo, durante un desfile de sufragio en Maryland, participó una carroza con el tema "Pan para todos, y rosas también". La carroza "llevaba una barca con tres niños, un niño con una cesta de pan y dos niñas con una cesta de rosas."

### Galeno de Pérgamo
La fuente de inspiración de Helen Todd para la frase "pan y rosas" es desconocida. Sin embargo, hay una cita del médico y filósofo romano Galeno de Pérgamo que se asemeja mucho al sentimiento y la redacción de la frase. Edward Lane, en las notas de su traducción de 1838 de Las mil y una noches, afirma que según el escritor del siglo XV Shems-ed-Deen Moḥammad en-Nowwájee, Galeno dijo "El que tiene dos tortas de pan, que disponga de una de ellas para unas flores de narciso; porque el pan es el alimento del cuerpo, y el narciso es el alimento del alma" El sentimiento de que los pobres no sólo carecían de alimento para el cuerpo, sino también de flores para el alma era un tema entre los reformadores de la época. En abril de 1907, Mary MacArthur, de la Liga Sindical de Mujeres Británicas, visitó la Liga Sindical de Mujeres de Chicago y pronunció un discurso sobre este tema. Alice Henry, de la Liga de Chicago, informó que el mensaje de McArthur podría resumirse en la cita de Galeno, que ella había mencionado más de una vez, y que aunque la cita advierte contra la naturaleza materialista de la situación industrial, también apunta en la dirección en la que los reformistas esperan que vaya. La versión de McArthur de la cita de Galeno es:

"If thou hast two loaves of bread, sell one and buy flowers, for bread is food for the body, but flowers are food for the mind."
"El que tiene dos tortas de pan, que disponga de una de ellas para unas flores de narciso; porque el pan es el alimento del cuerpo, y el narciso es el alimento del alma"
Galeno de Pérgamo, c. 200 d. C.

## Poema
Bread and Roses
As we come marching, marching, in the beauty of the day, 
A million darkened kitchens, a thousand mill-lofts gray 
Are touched with all the radiance that a sudden sun discloses,
For the people hear us singing, "Bread and Roses, Bread and Roses."
As we come marching, marching, we battle, too, for men—
For they are women's children and we mother them again. 
Our days shall not be sweated from birth until life closes— 
Hearts starve as well as bodies: Give us Bread, but give us Roses.
As we come marching, marching, unnumbered women dead 
Go crying through our singing their ancient song of Bread; 
Small art and love and beauty their trudging spirits knew— 
Yes, it is Bread we fight for—but we fight for Roses, too.
As we come marching, marching, we bring the Greater Days—
The rising of the women means the rising of the race.
No more the drudge and idler—ten that toil where one reposes—
But a sharing of life's glories: Bread and Roses, Bread and Roses.
Pan y Rosas
Mientras vamos marchando, marchando a través del hermoso día
Un millón de cocinas oscuras y miles de grises hilanderías
Son tocados por un radiante sol que asoma repentinamente
Ya que el pueblo nos oye cantar: ¡Pan y rosas! ¡Pan y rosas!
Mientras vamos marchando, marchando, luchamos también por los hombres
Ya que ellos son hijos de mujeres, y los protegemos maternalmente otra vez
Nuestras vidas no serán explotadas desde el nacimiento hasta la muerte
Los corazones padecen hambre, al igual que los cuerpos
¡dennos pan, pero también dennos rosas!
Mientras vamos marchando, marchando, innumerables mujeres muertas
Van gritando a través de nuestro canto su antiguo reclamo de pan
Sus espíritus fatigados conocieron el pequeño arte y el amor y la belleza
¡Sí, es por el pan que peleamos, pero también peleamos por rosas!
A medida que vamos marchando, marchando, traemos con nosotras días mejores
El levantamiento de las mujeres significa el levantamiento de la humanidad
Ya basta del agobio del trabajo y del holgazán: diez que trabajan para que uno repose
¡Queremos compartir las glorias de la vida: pan y rosas, pan y rosas!
Nuestras vidas no serán explotadas desde el nacimiento hasta la muerte
Los corazones padecen hambre, al igual que los cuerpos
¡pan y rosas, pan y rosas!
James Oppenheimer, 1911.

## Canción

### Original de Caroline Kohlsaat
El poema Pan y rosas ha sido musicalizado varias veces. La primera versión fue musicalizada por Caroline Kohlsaat en 1917. La primera presentación de la canción de Kohlsaat fue en el River Forest Women's Club, donde fue directora del coro. La canción de Kohlsaat finalmente llegó a la línea de piquete. En la década de 1930, la canción era muy utilizada por las mujeres, mientras alimentaban y apoyaban a los huelguistas en los piquetes de las plantas de fabricación. La canción también emigró al campus de la universidad. En algunas universidades de mujeres, la canción se convirtió en parte de su repertorio tradicional.

### Universidades femeninas
Desde 1932, la canción ha sido cantada por los estudiantes de último año de Mount Holyoke College durante la ceremonia del desfile de laureles, parte de la tradición de graduación de la universidad. También es una de las canciones centrales del Bryn Mawr College, cantada tradicionalmente en los "Step-Sings" del College. El uso de la canción en el Bryn Mawr College se desarrolló a partir del primer programa de educación laboral de verano de la escuela. En 1921, la escuela inició la Escuela de Verano Bryn Mawr para Mujeres Trabajadoras; cada año, cien trabajadores, en su mayoría no escolarizados, de fábricas, molinos y talleres de explotación fueron llevados a la escuela para un estudio de ocho semanas de humanidades y solidaridad laboral. El programa sirvió como modelo para otros en el movimiento de educación laboral en los'20 y'30..

### Fariña
La canción ganó una mayor audiencia después de la Segunda Guerra Mundial con su publicación en enero de 1952 en Sing Out! En 1974 el poema fue musicalizado por segunda vez por Mimi Fariña. Esta versión ha sido grabada por varios artistas, incluyendo a Judy Collins, Ani DiFranco, Utah Phillips y Josh Lucker. John Denver también lo puso en música en 1988, usando una melodía diferente de la versión más común de Mimi Fariña. De nuevo fue musicalizado en Alemania por Renate Fresow, usando una traducción del cuarteto Hannoveraner Weiberquartett, pero que se canta principalmente con la traducción alemana de Peter Maiwald. El compositor Christian Wolff escribió una pieza para piano titulada "Bread And Roses" (Pan y rosas) (1976) basada en la canción de la huelga. En 1989/91, Si Kahn escribió una canción cuyo estribillo comienza con el título de la canción: "Todos ellos cantaron'Pan y Rosas'"

## Legado
Mimi Fariña creó la Agencia de Beneficio del Pan las Rosas en 1974.
El logotipo para los Socialistas Democráticos de América, creado en 1982, fue inspirado por el eslogan. 
Una revista trimestral producida por la sección de Reino Unido de los Trabajadores Industriales del Mundo ('Wobblies') se llama "Pan y Rosas".
La película Orgullo 2014 muestra a los miembros de una comunidad minera galesa cantando "Bread and Roses" (Pan y rosas) en un albergue del Sindicato Nacional de Mineros durante la huelga de mineros del Reino Unido (1984-85).
En 2018, la canción fue utilizada en un video producido por la Campaña Londinense-Irlandesa por el Derecho al Aborto para promover el movimiento #HomeToVote, que animó a los jóvenes irlandeses que viven en el extranjero a regresar a su país para votar en el Referéndum sobre la Trigésimo Sexta Enmienda de la Constitución irlandesa.
La organización feminista socialista internacional Pan y Rosas lleva el nombre de la consigna.